# چن جونیی
چن جونیی (انگلیسی: Chen Junyi؛ زادهٔ ۲۶ اوت ۱۹۸۱) بازیکن بیسبال اهل چین بود. در بازی‌های المپیک تابستانی ۲۰۰۸ شرکت کرده‌است.